# Lista över fornlämningar i Nyköpings kommun (Nykyrka)
Lista över fornlämningar i Nyköpings kommun (Nykyrka) är en förteckning av ett urval av de fornlämningar som finns i Nykyrka i Nyköpings kommun.
| Namn                            | Lämningstyp             | Tillkomsttid | Historisk indelning   | Plats    | Läge                 | ID-nr          | Bild                                      |
| ------------------------------- | ----------------------- | ------------ | --------------------- | -------- | -------------------- | -------------- | ----------------------------------------- |
| Nykyrka 1:1                     | Gravfält                |              | Nykyrka, Södermanland |          | 58.861203, 16.780975 | 10035600010001 | Ladda upp en bild av detta fornminne      |
| Nykyrka 2:1                     | Gravfält                |              | Nykyrka, Södermanland |          | 58.852530, 16.759140 | 10035600020001 | Ladda upp en bild av detta fornminne      |
| Nykyrka 3:1                     | Gravfält                |              | Nykyrka, Södermanland |          | 58.851533, 16.765224 | 10035600030001 | Ladda upp en bild av detta fornminne      |
| Nykyrka 4:1                     | Gravfält                |              | Nykyrka, Södermanland |          | 58.850336, 16.766579 | 10035600040001 | Ladda upp en bild av detta fornminne      |
| Nykyrka 7:1                     | Fornborg                |              | Nykyrka, Södermanland |          | 58.834442, 16.811785 | 10035600070001 | Ladda upp en bild av detta fornminne      |
| Nykyrka 11:1                    | Gravfält                |              | Nykyrka, Södermanland |          | 58.835640, 16.801812 | 10035600110001 | Ladda upp en bild av detta fornminne      |
| Nykyrka 12:1                    | Gravfält                |              | Nykyrka, Södermanland |          | 58.835355, 16.798222 | 10035600120001 | Ladda upp en bild av detta fornminne      |
| Nykyrka 16:1                    | Gravfält                |              | Nykyrka, Södermanland |          | 58.846982, 16.738278 | 10035600160001 | Ladda upp en bild av detta fornminne      |
| Nykyrka 18:1                    | Gravfält                |              | Nykyrka, Södermanland |          | 58.846657, 16.731018 | 10035600180001 | Ladda upp en bild av detta fornminne      |
| Nykyrka 19:1                    | Stensättning            |              | Nykyrka, Södermanland |          | 58.848122, 16.727957 | 10035600190001 | Ladda upp en bild av detta fornminne      |
| Nykyrka 19:2                    | Stensättning            |              | Nykyrka, Södermanland |          | 58.848101, 16.728356 | 10035600190002 | Ladda upp en bild av detta fornminne      |
| Nykyrka 20:1                    | Stensättning            |              | Nykyrka, Södermanland |          | 58.850551, 16.742335 | 10035600200001 | Ladda upp en bild av detta fornminne      |
| Nykyrka 21:1                    | Gravfält                |              | Nykyrka, Södermanland |          | 58.848001, 16.748882 | 10035600210001 | Ladda upp en bild av detta fornminne      |
| Nykyrka 22:1                    | Gravfält                |              | Nykyrka, Södermanland |          | 58.847029, 16.756512 | 10035600220001 | Ladda upp en bild av detta fornminne      |
| Nykyrka 23:1                    | Gravfält                |              | Nykyrka, Södermanland |          | 58.844904, 16.754971 | 10035600230001 | Ladda upp en bild av detta fornminne      |
| Nykyrka 24:1                    | Stensättning            |              | Nykyrka, Södermanland |          | 58.844266, 16.756581 | 10035600240001 | Ladda upp en bild av detta fornminne      |
| Nykyrka 25:1                    | Röse                    |              | Nykyrka, Södermanland |          | 58.842669, 16.757258 | 10035600250001 | Ladda upp en bild av detta fornminne      |
| Nykyrka 26:1                    | Röse                    |              | Nykyrka, Södermanland |          | 58.844085, 16.750920 | 10035600260001 | Ladda upp en bild av detta fornminne      |
| Sö 47 (Nykyrka 26:2)            | Runristning             |              | Nykyrka, Södermanland | Vålsta   | 58.844078, 16.750931 | 10035600260002 | Ladda upp en bild av detta fornminne      |
| Nykyrka 26:3                    | Röse                    |              | Nykyrka, Södermanland |          | 58.844133, 16.750575 | 10035600260003 | Ladda upp en bild av detta fornminne      |
| Nykyrka 28:1                    | Gravfält                |              | Nykyrka, Södermanland |          | 58.843291, 16.751671 | 10035600280001 | Ladda upp en bild av detta fornminne      |
| Nykyrka 29:1                    | Stensättning            |              | Nykyrka, Södermanland |          | 58.843725, 16.749852 | 10035600290001 | Ladda upp en bild av detta fornminne      |
| Nykyrka 30:1                    | Hög                     |              | Nykyrka, Södermanland |          | 58.844870, 16.745824 | 10035600300001 | Ladda upp en bild av detta fornminne      |
| Nykyrka 30:2                    | Hög                     |              | Nykyrka, Södermanland |          | 58.845000, 16.745203 | 10035600300002 | Ladda upp en bild av detta fornminne      |
| Nykyrka 31:3                    | Röse                    |              | Nykyrka, Södermanland |          | 58.845357, 16.735983 | 10035600310003 | Ladda upp en bild av detta fornminne      |
| Nykyrka 33:1                    | Röse                    |              | Nykyrka, Södermanland |          | 58.850188, 16.724405 | 10035600330001 | Ladda upp en bild av detta fornminne      |
| Nykyrka 33:2                    | Stensättning            |              | Nykyrka, Södermanland |          | 58.850069, 16.724628 | 10035600330002 | Ladda upp en bild av detta fornminne      |
| Nykyrka 33:3                    | Hög                     |              | Nykyrka, Södermanland |          | 58.849851, 16.724934 | 10035600330003 | Ladda upp en bild av detta fornminne      |
| Nykyrka 33:4                    | Stensättning            |              | Nykyrka, Södermanland |          | 58.849669, 16.725224 | 10035600330004 | Ladda upp en bild av detta fornminne      |
| Nykyrka 34:1                    | Gravfält                |              | Nykyrka, Södermanland |          | 58.852837, 16.721607 | 10035600340001 | Ladda upp en bild av detta fornminne      |
| Nykyrka 35:1                    | Gravfält                |              | Nykyrka, Södermanland |          | 58.844731, 16.720865 | 10035600350001 | Ladda upp en bild av detta fornminne      |
| Nykyrka 38:1                    | Stensättning            |              | Nykyrka, Södermanland |          | 58.844981, 16.722527 | 10035600380001 | Ladda upp en bild av detta fornminne      |
| Nykyrka 38:2                    | Stensättning            |              | Nykyrka, Södermanland |          | 58.844620, 16.722742 | 10035600380002 | Ladda upp en bild av detta fornminne      |
| Nykyrka 40:1                    | Stensättning            |              | Nykyrka, Södermanland |          | 58.841320, 16.726103 | 10035600400001 | Ladda upp en bild av detta fornminne      |
| Nykyrka 40:2                    | Stensättning            |              | Nykyrka, Södermanland |          | 58.841138, 16.726322 | 10035600400002 | Ladda upp en bild av detta fornminne      |
| Nykyrka 41:1                    | Stensättning            |              | Nykyrka, Södermanland |          | 58.840684, 16.726773 | 10035600410001 | Ladda upp en bild av detta fornminne      |
| Nykyrka 42:1                    | Stensättning            |              | Nykyrka, Södermanland |          | 58.841235, 16.723761 | 10035600420001 | Ladda upp en bild av detta fornminne      |
| Nykyrka 43:1                    | Stensättning            |              | Nykyrka, Södermanland |          | 58.841367, 16.722243 | 10035600430001 | Ladda upp en bild av detta fornminne      |
| Nykyrka 43:2                    | Stensättning            |              | Nykyrka, Södermanland |          | 58.841494, 16.722037 | 10035600430002 | Ladda upp en bild av detta fornminne      |
| Nykyrka 44:1                    | Stensättning            |              | Nykyrka, Södermanland |          | 58.841293, 16.729828 | 10035600440001 | Ladda upp en bild av detta fornminne      |
| Nykyrka 44:2                    | Stensättning            |              | Nykyrka, Södermanland |          | 58.841334, 16.729344 | 10035600440002 | Ladda upp en bild av detta fornminne      |
| Nykyrka 44:3                    | Stensättning            |              | Nykyrka, Södermanland |          | 58.841303, 16.728823 | 10035600440003 | Ladda upp en bild av detta fornminne      |
| Nykyrka 45:1                    | Röse                    |              | Nykyrka, Södermanland |          | 58.840777, 16.730208 | 10035600450001 | Ladda upp en bild av detta fornminne      |
| Nykyrka 46:1                    | Röse                    |              | Nykyrka, Södermanland |          | 58.836637, 16.724184 | 10035600460001 | Ladda upp en bild av detta fornminne      |
| Nykyrka 47:1                    | Gravfält                |              | Nykyrka, Södermanland |          | 58.832944, 16.720186 | 10035600470001 | Ladda upp en bild av detta fornminne      |
| Nykyrka 48:1                    | Stensättning            |              | Nykyrka, Södermanland |          | 58.834073, 16.720661 | 10035600480001 | Ladda upp en bild av detta fornminne      |
| Nykyrka 49:1                    | Gravfält                |              | Nykyrka, Södermanland |          | 58.837663, 16.716440 | 10035600490001 | Ladda upp en bild av detta fornminne      |
| Nykyrka 51:1                    | Gravfält                |              | Nykyrka, Södermanland |          | 58.830785, 16.706043 | 10035600510001 | Ladda upp en bild av detta fornminne      |
| Nykyrka 52:1                    | Stensättning            |              | Nykyrka, Södermanland |          | 58.825676, 16.717865 | 10035600520001 | Ladda upp en bild av detta fornminne      |
| Nykyrka 53:1                    | Röse                    |              | Nykyrka, Södermanland |          | 58.825475, 16.716264 | 10035600530001 | Ladda upp en bild av detta fornminne      |
| Nykyrka 53:2                    | Stensättning            |              | Nykyrka, Södermanland |          | 58.825375, 16.716451 | 10035600530002 | Ladda upp en bild av detta fornminne      |
| Sö 46 (Nykyrka 54:1)            | Runristning             |              | Nykyrka, Södermanland | Hormesta | 58.831088, 16.745586 | 10035600540001 | Ladda upp en till bild av detta fornminne |
| Kalkugnsbacken (Nykyrka 56:1)   | Gravfält                |              | Nykyrka, Södermanland |          | 58.832053, 16.748089 | 10035600560001 | Ladda upp en bild av detta fornminne      |
| Nykyrka 57:1                    | Hög                     |              | Nykyrka, Södermanland |          | 58.826100, 16.737193 | 10035600570001 | Ladda upp en bild av detta fornminne      |
| Nykyrka 58:1                    | Gravfält                |              | Nykyrka, Södermanland |          | 58.825681, 16.738499 | 10035600580001 | Ladda upp en bild av detta fornminne      |
| Skansberget (Nykyrka 59:1)      | Fornborg                |              | Nykyrka, Södermanland |          | 58.842429, 16.808038 | 10035600590001 | Ladda upp en bild av detta fornminne      |
| Nykyrka 60:1                    | Gravfält                |              | Nykyrka, Södermanland |          | 58.823712, 16.728002 | 10035600600001 | Ladda upp en bild av detta fornminne      |
| Nykyrka 61:1                    | Röse                    |              | Nykyrka, Södermanland |          | 58.828008, 16.730489 | 10035600610001 | Ladda upp en bild av detta fornminne      |
| Nykyrka 61:2                    | Stensättning            |              | Nykyrka, Södermanland |          | 58.828218, 16.730168 | 10035600610002 | Ladda upp en bild av detta fornminne      |
| Nykyrka 62:1                    | Röse                    |              | Nykyrka, Södermanland |          | 58.852534, 16.705954 | 10035600620001 | Ladda upp en bild av detta fornminne      |
| Nykyrka 62:2                    | Röse                    |              | Nykyrka, Södermanland |          | 58.852351, 16.706331 | 10035600620002 | Ladda upp en bild av detta fornminne      |
| Nykyrka 63:1                    | Röse                    |              | Nykyrka, Södermanland |          | 58.851886, 16.707290 | 10035600630001 | Ladda upp en bild av detta fornminne      |
| Nykyrka 65:1                    | Gravfält                |              | Nykyrka, Södermanland |          | 58.822025, 16.750947 | 10035600650001 | Ladda upp en bild av detta fornminne      |
| Nykyrka 67:1                    | Gravfält                |              | Nykyrka, Södermanland |          | 58.821874, 16.749565 | 10035600670001 | Ladda upp en bild av detta fornminne      |
| Nykyrka 69:1                    | Stensättning            |              | Nykyrka, Södermanland |          | 58.821061, 16.752370 | 10035600690001 | Ladda upp en bild av detta fornminne      |
| Nykyrka 69:2                    | Stensättning            |              | Nykyrka, Södermanland |          | 58.820848, 16.752934 | 10035600690002 | Ladda upp en bild av detta fornminne      |
| Nykyrka 70:1                    | Stensättning            |              | Nykyrka, Södermanland |          | 58.820630, 16.754969 | 10035600700001 | Ladda upp en bild av detta fornminne      |
| Nykyrka 72:1                    | Gravfält                |              | Nykyrka, Södermanland |          | 58.830166, 16.763000 | 10035600720001 | Ladda upp en bild av detta fornminne      |
| Nykyrka 73:1                    | Gravfält                |              | Nykyrka, Södermanland |          | 58.828980, 16.761719 | 10035600730001 | Ladda upp en bild av detta fornminne      |
| Nykyrka 74:1                    | Stensättning            |              | Nykyrka, Södermanland |          | 58.830056, 16.759385 | 10035600740001 | Ladda upp en bild av detta fornminne      |
| Nykyrka 75:1                    | Grav- och boplatsområde |              | Nykyrka, Södermanland |          | 58.829470, 16.757275 | 10035600750001 | Ladda upp en bild av detta fornminne      |
| Nykyrka 76:1                    | Stensättning            |              | Nykyrka, Södermanland |          | 58.820877, 16.755481 | 10035600760001 | Ladda upp en bild av detta fornminne      |
| Nykyrka 77:1                    | Gravfält                |              | Nykyrka, Södermanland |          | 58.850748, 16.723879 | 10035600770001 | Ladda upp en bild av detta fornminne      |
| Nykyrka 78:1                    | Stensättning            |              | Nykyrka, Södermanland |          | 58.842482, 16.757926 | 10035600780001 | Ladda upp en bild av detta fornminne      |
| Nykyrka 79:1                    | Stensättning            |              | Nykyrka, Södermanland |          | 58.853769, 16.714005 | 10035600790001 | Ladda upp en bild av detta fornminne      |
| Nykyrka 79:2                    | Stensättning            |              | Nykyrka, Södermanland |          | 58.853677, 16.714297 | 10035600790002 | Ladda upp en bild av detta fornminne      |
| Nykyrka 80:1                    | Hög                     |              | Nykyrka, Södermanland |          | 58.843636, 16.722721 | 10035600800001 | Ladda upp en bild av detta fornminne      |
| Nykyrka 81:1                    | Hällristning            |              | Nykyrka, Södermanland |          | 58.848186, 16.721695 | 10035600810001 | Ladda upp en bild av detta fornminne      |
| Nykyrka 82:1                    | Hällristning            |              | Nykyrka, Södermanland |          | 58.846376, 16.740263 | 10035600820001 | Ladda upp en bild av detta fornminne      |
| Nykyrka 82:2                    | Stensättning            |              | Nykyrka, Södermanland |          | 58.846441, 16.740004 | 10035600820002 | Ladda upp en bild av detta fornminne      |
| Nykyrka 88:1                    | Hög                     |              | Nykyrka, Södermanland |          | 58.831091, 16.735192 | 10035600880001 | Ladda upp en bild av detta fornminne      |
| Nykyrka 88:2                    | Hög                     |              | Nykyrka, Södermanland |          | 58.831156, 16.734986 | 10035600880002 | Ladda upp en bild av detta fornminne      |
| Nykyrka 89:1                    | Gravfält                |              | Nykyrka, Södermanland |          | 58.831517, 16.732574 | 10035600890001 | Ladda upp en bild av detta fornminne      |
| Nykyrka 90:1                    | Stensättning            |              | Nykyrka, Södermanland |          | 58.826238, 16.752440 | 10035600900001 | Ladda upp en bild av detta fornminne      |
| Nykyrka 93:1                    | Stensättning            |              | Nykyrka, Södermanland |          | 58.836658, 16.738687 | 10035600930001 | Ladda upp en bild av detta fornminne      |
| Hagstugan (Nykyrka 105)         | Lägenhetsbebyggelse     |              | Nykyrka, Södermanland |          | 58.835763, 16.720803 | 12000000069818 | Ladda upp en bild av detta fornminne      |
| Banningetorp (Nykyrka 106)      | Lägenhetsbebyggelse     |              | Nykyrka, Södermanland |          | 58.838631, 16.733437 | 12000000069819 | Ladda upp en bild av detta fornminne      |
| Nytorp (Nykyrka 107)            | Lägenhetsbebyggelse     |              | Nykyrka, Södermanland |          | 58.838763, 16.729795 | 12000000069820 | Ladda upp en bild av detta fornminne      |
| Garptorp (Nykyrka 108)          | Lägenhetsbebyggelse     |              | Nykyrka, Södermanland |          | 58.826658, 16.714747 | 12000000069821 | Ladda upp en bild av detta fornminne      |
| Skogsstorps kvarn (Nykyrka 124) | Kvarn                   |              | Nykyrka, Södermanland |          | 58.852463, 16.719035 | 12000000091987 | Ladda upp en bild av detta fornminne      |